# منوتشهري (رستاق)
منوتشهري (بالفارسية: منوچهری) هي قرية تقع في إيران في Rostaq Rural District. يقدر عدد سكانها بـ 0 نسمة بحسب إحصاء 2016.